# Општина Трбовље
Општина Трбовље (словен. Trbovlje) је једна од општина Засавске регије у држави Словенији. Седиште општине је истоимени град Трбовље.

## Природне одлике
Рељеф: Општина Трбовље налази се у средишњем делу Словеније, у области Засавље. Јужни део општине је у уској долини реке Саве, а северни на падинама Посавског Хрибовја.
Клима: У општини влада умерено континентална клима.
Воде: Најважнији водоток у општини је река Сава. Сви остали водотоци су мали и њене притоке. Од њих најважнији је поток Трбовељшчица, који протиче гроз град Трбовље.

## Становништво
Општина Трбовље је веома густо насељена.

## Насеља општине
| - Врхе - Габрско - Добовец - Завршје - Жупа - Клек - Кључевица - Кнездол - Ојстро | - Остенк - Планинска Вас - Прапрече - Ретје над Трбовљами - Света Планина - Трбовље - Чебине - Чече - Шкофја Рижа |  |